# Crenigomphus renei
Crenigomphus renei är en trollsländeart som beskrevs av Fraser 1936. Crenigomphus renei ingår i släktet Crenigomphus och familjen flodtrollsländor. IUCN kategoriserar arten globalt som livskraftig. Inga underarter finns listade i Catalogue of Life.